# D. B. Woodside
D. B. Woodside (n. 25 iulie 1969, New York City, New York, SUA) este un actor american. Este cel mai bine cunoscut pentru rolurile sale de televiziune ca Melvin Franklin (cântărețul de bass) din The Temptations, Robin Wood în Buffy, spaima vampirilor, Malcolm Franks în Single Ladies și Jeff Malone în Suits, Dr. Joseph Prestridge în Parenthood, îngerul Amenadiel în Lucifer și Wayne Palmer în serialul thriller 24 de ore.

## Filmografie

### Film
| An   | Titlu                  | Rol            | Note              |
| ---- | ---------------------- | -------------- | ----------------- |
| 1998 | Scar City              | Forrest        |                   |
| 2000 | Romeo Must Die         | Colin O'Day    | [ 2 ]             |
| 2000 | More Dogs Than Bones   | Truman         |                   |
| 2003 | Easy                   | Martin Mars    |                   |
| 2003 | Something More         | Greg           | Scurtmetraj       |
| 2007 | First.                 | Mooney         | Scurtmetraj       |
| 2009 | Mississippi Damned     | Tyrone Tensely |                   |
| 2011 | The Inheritance        | Henry          |                   |
| 2014 | That Awkward Moment    | Vera's Lawyer  |                   |
| 2015 | Paul Blart: Mall Cop 2 | Robinson       |                   |
| 2015 | The Man in 3B          | Det. Thomas    |                   |
| 2017 | The Lego Batman Movie  | Killer Moth    | Voce, nemenționat |
| 2019 | Smile                  | Dad            | Scurtmetraj       |

### Televiziune
| An        | Titlu                                | Rol                          | Note                                                  |
| --------- | ------------------------------------ | ---------------------------- | ----------------------------------------------------- |
| 1996–1997 | Murder One                           | Aaron Mosely                 | Rol principal (sezonul 2)                             |
| 1997      | The Practice                         | Aaron Wilton                 | Episodul: "The Means"                                 |
| 1997      | Murder One: Diary of a Serial Killer | Aaron Mosely                 | Miniserial                                            |
| 1998      | Prey                                 | Mark                         | Episodul: "Deliverance: Part 1"                       |
| 1998      | The Temptations                      | Melvin "Blue" Franklin       | Miniserial                                            |
| 1999      | Snoops                               | Avery                        | Episodul: "Higher Calling"                            |
| 1999      | After All                            | Anthony                      | Film TV                                               |
| 2001      | The Division                         | Daniel Reide                 | Rol secundar (sezonul 1)                              |
| 2002      | Once and Again                       | Henry Higgins                | Episodul: "Falling in Place" & "Chance of a Lifetime" |
| 2002      | Girls Club                           |                              | Episodul: "Book of Virtues"                           |
| 2002      | Flashpoint                           | Addison                      | Film TV                                               |
| 2002–2003 | Buffy the Vampire Slayer             | Robin Wood                   | Rol secundar (sez. 7)                                 |
| 2003      | The Law and Mr. Lee                  | Branford Lee                 | Film TV                                               |
| 2003      | CSI: Miami                           | Cole Judson                  | Episodul: "Entrance Wound"                            |
| 2003–2007 | 24                                   | Wayne Palmer                 | Rol secundar (sez.3 & 5), rol principal (sez. 6)      |
| 2004      | CSI: Crime Scene Investigation       | Marlon Waylord               | Episodul: "Harvest"                                   |
| 2004      | JAG                                  | FBI Special Agent Rob Benton | Episodul: "The Man on the Bridge"                     |
| 2007      | Viva Laughlin                        | Marcus                       | Rol secundar                                          |
| 2007      | Grey's Anatomy                       | Marcus King                  | Episodul: "Forever Young"                             |
| 2008      | Numbers                              | Jonathan Schmidt             | Episodul: "Blowback"                                  |
| 2009      | Lie to Me                            | Henry Strong                 | Episodul: "Undercover"                                |
| 2009      | Private Practice                     | Duncan                       | Episodul: "Do the Right Thing" & "Yours, Mine & Ours" |
| 2009      | Hawthorne                            | David Gendler                | Rol secundar (sez. 1)                                 |
| 2009      | Castle                               | Lance Carlberg               | Episodul: "One Man's Treasure"                        |
| 2009      | Monk                                 | Dr. Matthew Shuler           | Episodul: "Mr. Monk and the End: Part 1 & 2"          |
| 2009      | Back                                 | Dr. Kevin Stern              | Film TV                                               |
| 2010–2011 | Hellcats                             | Derrick Altman               | Rol secundar                                          |
| 2011      | Charlie's Angels                     | Carlton Finch                | Episodul: "Bon Voyage, Angels"                        |
| 2011–2012 | Parenthood                           | Dr. Joseph Prestridge        | Rol secundar (sez. 3)                                 |
| 2011–2014 | Single Ladies                        | Malcolm Franks               | Rol principal (sez. 1-3)                              |
| 2013      | Emily Owens, M.D.                    | Evan Hammond                 | Rol secundar                                          |
| 2014      | Halt and Catch Fire                  | Simon Church                 | Episodul: "Giant"                                     |
| 2014      | Love the One You're With             |                              | Film TV                                               |
| 2014–2018 | Suits                                | Jeff Malone                  | Rol secundar (sez. 4), invitat (sez. 5-7)             |
| 2016–2021 | Lucifer                              | Amenadiel                    | Rol principal (sezoanele 1-6), 80 de episoade         |
| 2018      | S.W.A.T.                             | Agent Gines                  | Episodul: "Hoax"                                      |
| 2018      | The Fixer                            | S.O.B.                       | Episodul: "Pilot"                                     |
| 2019      | Pearson                              | Jeff Malone                  | Rol secundar                                          |
| 2019      | Dealbreakers                         | Rick                         | Episodul: "Big Daddy"                                 |
| 2021      | Young Justice                        | Phantom Stranger (voice)     | Rol secundar                                          |
| 2023      | 9-1-1: Lone Star                     | Trevor Parks                 | Rol secundar                                          |
| 2023      | The Night Agent                      | Erik Monks                   | Rol principal (sezonul 1), 7 episoade                 |